# Aspinatimonomma glyphysternum glyphysternum
Aspinatimonomma glyphysternum glyphysternum es una subespecie de coleóptero de la familia Monommatidae.

## Distribución geográfica
Habita en la isla de Formosa y Japón.